# چقاماران (کرمانشاه، جنوب)
چقاماران یک روستا در دهستان میان‌دربند شهرستان کرمانشاه در استان کرمانشاه ایران واقع شده‌است. چقاماران ۳۴۹ نفر جمعیت دارد.